# Mierzeszyn (gromada)
Mierzeszyn – dawna gromada, czyli najmniejsza jednostka podziału terytorialnego Polskiej Rzeczypospolitej Ludowej w latach 1954–1972.
Gromady, z gromadzkimi radami narodowymi (GRN) jako organami władzy najniższego stopnia na wsi, funkcjonowały od reformy reorganizującej administrację wiejską przeprowadzonej jesienią 1954 do momentu ich zniesienia z dniem 1 stycznia 1973, tym samym wypierając organizację gminną w latach 1954–1972.
Gromadę Mierzeszyn z siedzibą GRN w Mierzeszynie utworzono – jako jedną z 8759 gromad na obszarze Polski – w powiecie gdańskim w woj. gdańskim na mocy uchwały nr 16/III/54 WRN w Gdańsku z dnia 5 października 1954. W skład jednostki weszły obszary dotychczasowych gromad Mierzeszyn, Miłowo i Warcz oraz miejscowości Kozia Góra i Szklana Góra z dotychczasowej gromady Kozia Góra ze zniesionej gminy Mierzeszyn w tymże powiecie. Dla gromady ustalono 15 członków gromadzkiej rady narodowej.
1 stycznia 1958 do gromady Mierzeszyn włączono obszar zniesionej gromady Olszanka w tymże powiecie.
1 stycznia 1959 do gromady Mierzeszyn włączono wieś Żuławka z gromady Pruszcz Gdański w tymże powiecie.
Gromada przetrwała do końca 1972 roku, czyli do kolejnej reformy gminnej.